# SS Lazio
Società Sportiva Lazio, zkráceně jen Lazio je italský fotbalový klub hrající v sezóně 2025/26 v 1. italské fotbalové lize sídlící ve městě Řím v regionu Lazio.
Klub byl založen 9. ledna roku 1900 jako Società Podistica Lazio. Jako poctu Řecku, domovu olympijských her, byla vybrána barva bílá a světle modrá. Za více než 120 let klub vyhrál dva tituly v lize (1973/74 a 1999/00), také vyhrál sedm domácích pohárů (1958, 1997/98, 1999/00, 2003/04, 2008/09, 2012/13 a 2018/19) a pět domácích superpohárů (1998, 2000, 2009, 2017 a 2019). Na mezinárodním poli získal dvě trofeje. Již neexistující Pohár PVP (1999/99) a Evropský superpohár (1999). Nejvyšší soutěž dosud odehrál 92 sezon (nepřetržitě od sezony 1988/89). To ve druhé lize klub odehrál 12 sezon (naposledy v sezoně 1987/88) a vyhrál ji 1x.

## Změny názvu klubu
- - 1901 – 1925/26 – SP Lazio (Società Podistica Lazio)
  - 1926/27 – SS Lazio (Società Sportiva Lazio)

## Získané trofeje

### Vyhrané domácí soutěže
- 1. italská liga ( 2× )

1973/74, 1999/00
- 2. italská liga ( 1× )

1968/69
- Italský pohár ( 7× )

1958, 1997/98, 1999/00, 2003/04, 2008/09, 2012/13, 2018/19
- Italský superpohár ( 5× )

1998, 2000, 2009, 2017, 2019

### Vyhrané mezinárodní soutěže
- Pohár PVP ( 1× )

1999/99
- Evropský superpohár ( 1× )

1999

#### Medailové umístění
| Medaile umístění     | Sezona                                                        |
| -------------------- | ------------------------------------------------------------- |
| Serie A              | 1973/74, 1999/00                                              |
| Serie A              | 1912/13, 1913/14, 1922/23, 1936/37, 1994/95, 1998/99, 2022/23 |
| Serie A              | 1955/56, 1956/57, 1972/73, 1995/96, 2000/01, 2006/07, 2014/15 |
| Italský pohár        | 1958, 1997/98, 1999/00, 2003/04, 2008/09, 2012/13, 2018/19    |
| Italský pohár        | 1960/61, 2014/15, 2016/17                                     |
| Italský superpohár   | 1998, 2000, 2009, 2017, 2019                                  |
| Italský superpohár   | 2004, 2013, 2015                                              |
| Pohár PVP            | 1998/99                                                       |
| Pohár UEFA           | 1997/98                                                       |
| Evropský superpohár  | 1999                                                          |
| Středoevropský pohár | 1937                                                          |

## Soupiska
Aktuální k 3. 2. 2025
| Číslo |            | Pozice | Hráč                      |
| ----- | ---------- | ------ | ------------------------- |
| 2     | Francie    | O      | Samuel Gigot              |
| 3     | Itálie     | O      | Luca Pellegrini           |
| 4     | Španělsko  | O      | Patric                    |
| 5     | Uruguay    | Z      | Matías Vecino             |
| 6     | Itálie     | Z      | Nicolò Rovella            |
| 7     | Nigérie    | Z      | Fisayo Dele-Bashiru       |
| 8     | Francie    | Z      | Mattéo Guendouzi          |
| 9     | Španělsko  | Ú      | Pedro                     |
| 10    | Itálie     | Z      | Mattia Zaccagni (kapitán) |
| 11    | Argentina  | Ú      | Valentín Castellanos      |
| 13    | Itálie     | O      | Alessio Romagnoli         |
| 14    | Nizozemsko | Ú      | Tijjani Noslin            |
| 18    | Dánsko     | Ú      | Gustav Isaksen            |
| 19    | Senegal    | Ú      | Boulaye Dia               |
| 20    | Francie    | Ú      | Loum Tchaouna             |

| Číslo |             | Pozice | Hráč               |
| ----- | ----------- | ------ | ------------------ |
| 21    | Maroko      | Z      | Reda Belahyane     |
| 23    | Albánie     | O      | Elseid Hysaj       |
| 25    | Dánsko      | O      | Oliver Provstgaard |
| 26    | Chorvatsko  | Z      | Toma Bašić         |
| 27    | Německo     | Z      | Arijon Ibrahimović |
| 29    | Itálie      | Z      | Manuel Lazzari     |
| 30    | Portugalsko | O      | Nuno Tavares       |
| 34    | Španělsko   | O      | Mario Gila         |
| 35    | Řecko       | B      | Christos Mandas    |
| 55    | Itálie      | B      | Alessio Furlanetto |
| 63    | Itálie      | O      | Matteo Zazza       |
| 64    | Španělsko   | Ú      | Mahamadou Balde    |
| 77    | Černá Hora  | O      | Adam Marušić       |
| 94    | Itálie      | B      | Ivan Provedel      |

## Historie
Klub byl založen patnácti mladými sportovci 9. ledna roku 1900 jako Società Podistica Lazio v římské čtvrti Prati. Jako poctu Řecku, domovu olympijských her, proto byli vybrány barvy bílé a světle modré. Následně je jako symbol vybrán orel, který podle starověké symboliky představuje postavu antického boha Dia a také jako znak římských legií. Na začátku měl klub název Società Podistica Lazio s důvodu vyhnout se problémům homonymie s jiným sportovním klubem Società Ginnastica Roma (založeným v roce 1890). Dalším důvodem pro volbu názvu klubu byla výslovná touha prezidenta Bigiarelliho hrát za město Řím a přijmout celé území Lazio, aby se obyvatelé zapojili do klubu SP Lazio.
První utkání sehráli na turnaji 27. ledna roku 1901 a v roce 1907 bylo uspořádáno neoficiální první římské mistrovství z třemi kluby, které Lazio vyhrálo. V roce 1910 bylo zorganizováno oficiální římské mistrovství a klub jej vyhrálo jednoznačně. To se opakovalo i v letech 1911 a 1912, což dokazuje, že byl jednoznačně nejsilnějším a nejreprezentativnějším týmem Lazia. V sezoně 1912/13 si zahrál již nejvyšší soutěž. Dokráčel až do finále, kde podlehl Pro Vercelli 0:6. Příští sezoně 1913/14 opět prohráli ve finále na dva zápasy celkovým skóre 1:9 celku Casale. Finále měli sehrát i v následující sezoně 1914/15, jenže kvůli zatažení Itálie do války se soutěž ukončila.
Klub 19. června roku 1926 změní název na Società Sportiva Lazio a hraje ve druhé lize, protože se reformovala liga. Když se 7. června roku 1927 slučovali kluby ve městě Řím na nový klub AS Řím, jediné Lazio se nespojilo. Biancocelesti se po roce vrátilo do nejvyšší soutěže a v sezoně 1936/37 dosáhli na druhé místo v tabulce ligy. O středoevropský pohár se utkali ve finále s maďarským klubem Ferencvárosi. Podlehl jim 2:4. Do konce druhé světové války bylo nejlepší umístění 4. místo v sezoně 1941/42.
Po válce první větší úspěch bylo vítězství i italském poháru v roce 1958. Ve dvou sezonách 1961/62 a 1962/63 si zahráli ve druhé lize. Šťastné období bylo v sezonách 1972/73 a 1973/74. Klub se vrátil po jedné sezoně 1971/72 do nejvyšší ligy a hned obsadil třetí místo. V následující sezoně dokonce získal titul, když ligu vyhrál o dva body před Juventusem. Navíc nejlepší střelec ligy byl jejich hráč Giorgio Chinaglia. Bohužel pro klub nesměl hrát v sezoně 1974/75 o pohár PMEZ, kvůli vytrženostem fanoušků v poháru UEFA v sezoně 1973/74 kde vypadli ve 2. kole.
Největší úspěchy v historii klubu přišli mezi lety 1994 až 2001. Bylo to díky novému majiteli, který klub koupil 20. února roku 1992. Ten majitel se jmenoval Sergio Cragnotti. Přivedl trenéra Zdeňka Zemana a v nejvyšší lize se umísťoval pravidelně na medailových místech a sezonu 1999/00 vyhrál a získal i italský pohár. V Evropských pohárech došli do finále poháru UEFA v sezoně Pohár UEFA 1997/1998 a pohár PVP v sezoně 1998/99 vyhrál. Jenže velké nákupy hráčů za velké peníze a neúspěchy v lize mistrů se klub ocitl ve finanční krizi a museli přijít prodeje těch nejlepších hráčů. Dokonce hráči v sezoně Serie A 2003/2004 nedostávají plat, ale i tak dojdou do semifinále poháru UEFA a obsadí čtvrté místo v lize. Majitel Sergio Cragnotti 3. ledna roku 2003 rezignuje. Prezidentské postavení poté přechází na právníka Uga Longa, kterému bude čelit vážnému dluhovému stavu (170 milionů Eur).
Novým majitelem klubu se stává 19. července 2004 Claudio Lotito. Kvůli účasti v korupčním skandálu byl klub pro sezónu 2006/07 původně přeřazen spolu s Juventusem a Fiorentinou do druhé ligy a nesměl nastoupit do Poháru UEFA, po odvolání však byl trest zmírněn a mohlo tak zůstat v Serii A, ale s penalizací 3 bodů v sezóně 2006/07. Nakonec se umístilo na 3. příčce a poté se probojovalo až do Ligy mistrů kde skončili na 4. místě v tabulce základní části. Úspěch přichází v italském poháru v ročníku 2008/09 když ve finále poráží rivala AS Řím 1:0. Vítězství v italském poháru zopakuje ještě v ročnících 2012/13 a 2018/19. Nejlepšího umístění od bronzu ze sezony 2014/15 bylo 4. místo v sezoně 2019/20. Poté se vždy umístil v nejlepší šestce a pravidelně hrál v evropských pohárech.

## Účast v ligách
| Úroveň soutěže | Název soutěže (nynější název) | První hraná sezona | Poslední hraná sezona | celkem odehraných sezon |
| -------------- | ----------------------------- | ------------------ | --------------------- | ----------------------- |
| 1              | Serie A                       | 1912/13            | 2025/26               | 96                      |
| 2              | Serie B                       | 1926/27            | 1987/88               | 12                      |

Historická tabulka Serie A od sezony 1929/30 do 2023/24.
| Celkové místo | Odehraných sezon | Celkem bodů | Celkem zápasů | Celkem výher | Celkem remíz | Celkem proher | Celkové skore |
| ------------- | ---------------- | ----------- | ------------- | ------------ | ------------ | ------------- | ------------- |
| 6             | 82               | 3509        | 2814          | 1094         | 811          | 909           | 3955:3493     |

## Fotbalisté

### Tabulky

#### Podle oficiálních zápasů
Ke dni 10. 5. 2025
| Celkový počet zápasů | Celkový počet zápasů    | Celkový počet zápasů |  | V 1. lize | V 1. lize               | V 1. lize |  | V domácím poháru | V domácím poháru                     | V domácím poháru |  | V Evropských pohárech | V Evropských pohárech                                  | V Evropských pohárech |
| Pořadí               | Jméno                   | Počet                |  | Pořadí    | Jméno                   | Počet     |  | Pořadí           | Jméno                                | Počet            |  | Pořadí                | Jméno                                                  | Počet                 |
| 1.                   | Ștefan Radu             | 427                  |  | 1.        | Ștefan Radu             | 349       |  | 1.               | Giuseppe Wilson                      | 58               |  | 1.                    | Paolo Negro                                            | 64                    |
| 2.                   | Giuseppe Favalli        | 401                  |  | 2.        | Aldo Puccinelli         | 319       |  | 2.               | Vincenzo D'Amico                     | 55               |  | 2.                    | Senad Lulić+ Luca Marchegiani                          | 58                    |
| 3.                   | Giuseppe Wilson         | 392                  |  | 3.        | Giuseppe Favalli        | 298       |  | 3.               | Paolo Negro                          | 48               |  | 3.                    | Giuseppe Favalli                                       | 57                    |
| 4.                   | Paolo Negro             | 376                  |  | 4.        | Giuseppe Wilson         | 286       |  | 4.               | Giuseppe Favalli                     | 46               |  | 4.                    | Sergej Milinković-Savić+ Giuseppe Pancaro+ Ștefan Radu | 49                    |
| 5.                   | Senad Lulić             | 371                  |  | 5.        | Senad Lulić             | 282       |  | 5.               | Bruno Giordano                       | 43               |  | 5.                    | Dejan Stanković                                        | 48                    |
| 6.                   | Aldo Puccinelli         | 342                  |  | 6.        | Enrique Flamini         | 272       |  | 6.               | Luigi Martini                        | 39               |  | 6.                    | Felipe Anderson+ Luis Alberto                          | 47                    |
| 7.                   | Sergej Milinković-Savić | 341                  |  | 7.        | Ciro Immobile           | 270       |  | 7.               | Renzo Garlaschelli+ Luca Marchegiani | 38               |  | 7.                    | Fernando Couto                                         | 46                    |
| 8.                   | Ciro Immobile           | 340                  |  | 8.        | Sergej Milinković-Savić | 267       |  | 8.               | Guerino Gottardi                     | 34               |  | 8.                    | Pavel Nedvěd+ Alessandro Nesta                         | 45                    |
| 9.                   | Luca Marchegiani        | 339                  |  | 9.        | Paolo Negro             | 264       |  | 9.               | Roberto Badiani+ Senad Lulić         | 31               |  | 9.                    | Ciro Immobile                                          | 44                    |
| 10.                  | Vincenzo D'Amico        | 338                  |  | 10.       | Cristian Daniel Ledesma | 259       |  | 10.              | Ștefan Radu                          | 29               |  | 10.                   | Simone Inzaghi+ Siniša Mihajlović                      | 43                    |

#### Podle vstřelených branek
Ke dni 10. 5. 2025
| Celkový počet branek | Celkový počet branek    | Celkový počet branek |  | V 1. lize | V 1. lize               | V 1. lize |  | V domácím poháru | V domácím poháru                                                            | V domácím poháru |  | V Evropských pohárech | V Evropských pohárech                                                          | V Evropských pohárech |
| Pořadí               | Jméno                   | Počet                |  | Pořadí    | Jméno                   | Počet     |  | Pořadí           | Jméno                                                                       | Počet            |  | Pořadí                | Jméno                                                                          | Počet                 |
| 1.                   | Ciro Immobile           | 207                  |  | 1.        | Ciro Immobile           | 169       |  | 1.               | Bruno Giordano                                                              | 18               |  | 1.                    | Ciro Immobile                                                                  | 26                    |
| 2.                   | Silvio Piola            | 159                  |  | 2.        | Silvio Piola            | 143       |  | 2.               | Giuseppe Signori                                                            | 17               |  | 2.                    | Simone Inzaghi                                                                 | 20                    |
| 3.                   | Giuseppe Signori        | 127                  |  | 3.        | Giuseppe Signori        | 107       |  | 3.               | Giorgio Chinaglia+ Humberto Tozzi                                           | 13               |  | 3.                    | Pavel Nedvěd+ Tommaso Rocchi                                                   | 12                    |
| 4.                   | Giorgio Chinaglia       | 120                  |  | 4.        | Tommaso Rocchi          | 82        |  | 4.               | Ciro Immobile                                                               | 12               |  | 4.                    | Libor Kozák                                                                    | 11                    |
| 5.                   | Bruno Giordano          | 108                  |  | 5.        | Giorgio Chinaglia       | 77        |  | 5.               | Vincenzo D'Amico+ Tommaso Rocchi                                            | 11               |  | 5.                    | Pierluigi Casiraghi+ Pedro                                                     | 10                    |
| 6.                   | Tommaso Rocchi          | 105                  |  | 6.        | Aldo Puccinelli         | 75        |  | 6.               | Goran Pandev                                                                | 10               |  | 6.                    | Felipe Anderson+ Giorgio Chinaglia+ Claudio López+ Marco Parolo+ Marcelo Salas | 9                     |
| 7.                   | Aldo Puccinelli         | 78                   |  | 7.        | Bruno Giordano          | 68        |  | 7.               | Renzo Garlaschelli                                                          | 9                |  | 7.                    | Sergio Floccari                                                                | 8                     |
| 8.                   | Fulvio Bernardini       | 73                   |  | 8.        | Sergej Milinković-Savić | 57        |  | 8.               | Alen Bokšić                                                                 | 8                |  | 8.                    | Sergej Milinković-Savić+ Dejan Stanković                                       | 7                     |
| 9.                   | Sergej Milinković-Savić | 69                   |  | 9.        | Miroslav Klose          | 54        |  | 9.               | Stefano Fiore+ Simone Inzaghi+ Siniša Mihajlović+ Rubén Sosa                | 7                |  | 9.                    | Stefano Fiore+ Siniša Mihajlović+ Miroslav Klose+ Goran Pandev+ Joaquín Correa | 7                     |
| 10.                  | Dante Filippi           | 65                   |  | 10.       | Renzo Garlaschelli      | 49        |  | 10.              | Gustavo Dezotti+ Roberto Mancini+ Pavel Nedvěd+ Silvio Piola+ Marcelo Salas | 6                |  | 10.                   | Felipe Caicedo+ Hernán Crespo+ Roberto Muzzi+ Mauro Zárate                     | 5                     |

- poznámka:

aktivní

#### Rekordní přestupy
| Nákup  | Nákup                | Nákup     | Nákup             | Nákup           |  | Prodej | Prodej                  | Prodej    | Prodej            | Prodej          |
| Pořadí | Jméno                | sezona    | klub              | částka          |  | Pořadí | Jméno                   | sezona    | klub              | částka          |
| 1.     | Hernán Crespo        | 2000/2001 | Parma             | 56,81 mil. Euro |  | 1.     | Christian Vieri         | 1999/2000 | Inter             | 46,48 mil. Euro |
| 2.     | Gaizka Mendieta      | 2001/2002 | Valencia          | 48 mil. Euro    |  | 2.     | Pavel Nedvěd            | 2001/2002 | Juventus          | 45 mil. Euro    |
| 3.     | Juan Sebastián Verón | 1999/2000 | Parma             | 30 mil. Euro    |  | 3.     | Juan Sebastián Verón    | 2001/2002 | Manchester United | 42,6 mil. Euro  |
| 4.     | Christian Vieri      | 1998/1999 | Atlético Madrid   | 28,41 mil. Euro |  | 4.     | Hernán Crespo           | 2022/2023 | Inter             | 40 mil. Euro    |
| 5.     | Jaap Stam            | 2001/2002 | Manchester United | 25,75 mil. Euro |  | 5.     | Sergej Milinković-Savić | 2023/2024 | Al Hilal          | 40 mil. Euro    |
| 6.     | Stefano Fiore        | 2001/2002 | Udinese           | 25 mil. Euro    |  | 6.     | Felipe Anderson         | 2018/2019 | West Ham          | 38 mil. Euro    |
| 7.     | Claudio López        | 2000/2001 | Valencia          | 23 mil. Euro    |  | 7.     | Alessandro Nesta        | 2002/2003 | Milán             | 31 mil. Euro    |
| 8.     | Vedat Muriqi         | 2020/2021 | Fenerbahçe        | 21 mil. Euro    |  | 8.     | Keita Baldé             | 2017/2018 | Monaco            | 30 mil. Euro    |
| 9.     | Mauro Zárate         | 2009/2010 | Al-Sadd           | 20,2 mil. Euro  |  | 9.     | Joaquín Correa          | 2022/2023 | Inter             | 27,3 mil. Euro  |
| 10.    | Angelo Peruzzi       | 2000/2001 | Inter             | 17,9 mil. Euro  |  | 10.    | Marcelo Salas           | 2001/2002 | Juventus          | 25 mil. Euro    |

### Nejlepší střelci v soutěžích
| Nejlepší střelci v lize (11 prvenství) | Nejlepší střelci v pohárech (5)     | Nejlepší střelci ve evropské lize (2) |
| -------------------------------------- | ----------------------------------- | ------------------------------------- |
| Silvio Piola (1936/37) 21 branek       | Humberto Tozzi (1958) 11 branek     | Libor Kozák (2012/13) 8 branek        |
| Silvio Piola (1942/43) 21 branek       | Giuseppe Signori (1992/93) 6 branek | Ciro Immobile (2017/18) 8 branek      |
| Giorgio Chinaglia (1973/74) 24 branek  | Giuseppe Signori (1997/98) 6 branek |                                       |
| Bruno Giordano (1978/79) 19 branek     | Stefano Fiore (2003/04) 6 branek    |                                       |
| Giuseppe Signori (1992/93) 26 branek   | Goran Pandev (2008/09) 6 branek     |                                       |
| Giuseppe Signori (1993/94) 23 branek   |                                     |                                       |
| Giuseppe Signori (1995/96) 24 branek   |                                     |                                       |
| Hernán Crespo (2000/01) 26 branek      |                                     |                                       |
| Ciro Immobile (2017/18) 29 branek      |                                     |                                       |
| Ciro Immobile (2019/20) 29 branek      |                                     |                                       |
| Ciro Immobile (2021/22) 29 branek      |                                     |                                       |

### Na velkých turnajích

#### Vítězové Mistrovství světa
- Anfilogino Guarisi (MS 1934)
- Silvio Piola (MS 1938)
- Angelo Peruzzi (MS 2006)
- Massimo Oddo (MS 2006)
- Miroslav Klose (MS 2014)

#### Účastníci Mistrovství světa
- Zeffiro Furiassi (MS 1950)
- Leandro Remondini (MS 1950)
- Lucidio Sentimenti (MS 1950)
- Arne Selmosson (MS 1958)
- Giorgio Chinaglia (MS 1974)
- Giuseppe Wilson (MS 1974)
- Luciano Re Cecconi (MS 1974)
- Lionello Manfredonia (MS 1978)
- Pedro Troglio (MS 1990)
- Rubén Sosa (MS 1990)
- Luca Marchegiani (MS 1994)
- Pierluigi Casiraghi (MS 1994)
- Giuseppe Signori (MS 1994)
- Aron Winter (MS 1994)
- Alessandro Nesta (MS 1998)
- Vladimir Jugović (MS 1998)
- José Antonio Chamot (MS 1998)
- Matías Almeyda (MS 1998)
- Alessandro Nesta (MS 2002)
- Diego Simeone (MS 2002)
- Claudio López (MS 2002)
- Hernán Crespo (MS 2002)
- Gaizka Mendieta (MS 2002)
- Fernando Couto (MS 2002)
- Valon Behrami (MS 2006)
- Antonio Candreva (MS 2010)
- Fernando Muslera (MS 2010)
- Aleksandar Kolarov (MS 2010)
- Stephan Lichtsteiner (MS 2010)
- Álvaro González (MS 2014)
- Lucas Biglia (MS 2014)
- Senad Lulić (MS 2014)
- Ogenyi Onazi (MS 2014)
- Hélder Postiga (MS 2014)
- Martín Cáceres (MS 2018)
- Sergej Milinković-Savić (MS 2018)
- Sergej Milinković-Savić (MS 2022)
- Matías Vecino (MS 2022)

#### Vítězové Mistrovství Evropy
- Francesco Acerbi (ME 2020)
- Ciro Immobile (ME 2020)

#### Účastníci Mistrovství Evropy
- Michael Laudrup (ME 1984)
- Thomas Doll (ME 1992)
- Karl-Heinz Riedle (ME 1992)
- Alessandro Nesta (ME 1996)
- Roberto Di Matteo (ME 1996)
- Diego Fuser (ME 1996)
- Pierluigi Casiraghi (ME 1996)
- Aron Winter (ME 1996)
- Alen Bokšić (ME 1996)
- Paolo Negro (ME 2000)
- Alessandro Nesta (ME 2000)
- Fernando Couto (ME 2000)
- Sérgio Conceição (ME 2000)
- Pavel Nedvěd (ME 2000)
- Dejan Stanković (ME 2000)
- Siniša Mihajlović (ME 2000)
- Massimo Oddo (ME 2004)
- Bernardo Corradi (ME 2004)
- Stefano Fiore (ME 2004)
- Giuseppe Favalli (ME 2004)
- Angelo Peruzzi (ME 2004)
- Fernando Couto (ME 2004)
- Jaap Stam (ME 2004)
- Valon Behrami (ME 2008)
- David Rozehnal (ME 2008)
- Ștefan Radu (ME 2008)
- Miroslav Klose (MS 2014)
- Antonio Candreva (ME 2012)
- Federico Marchetti (ME 2016)
- Marco Parolo (ME 2016)
- Etrit Berisha (ME 2016)
- Elseid Hysaj (ME 2024)

#### Vítězové Copa América
- Álvaro González (CA 2011)
- Fernando Muslera (CA 2011)
- Joaquín Correa (CA 2021)

#### Účastníci Copa América
- Rubén Sosa (CA 1989)
- Nelson Gutiérrez (CA 1989)
- José Antonio Chamot (CA 1995)
- Marcelo Salas (CA 1999)
- Lucas Biglia (CA 2015)
- Lucas Biglia (CA 2016)

#### Vítězové Afrického poháru národů
- Ogenyi Onazi (APN 2013)

#### Účastníci Afrického poháru národů
- Stephen Makinwa (APN 2008)
- Mourad Meghni (APN 2010)
- Ogenyi Onazi (APN 2013)
- Keita Baldé (APN 2017)
- Bastos (APN 2019)
- Jean-Daniel Akpa-Akpro (APN 2021)

#### Vítězové Olympijských her
- Giuseppe Baldo (OH 1936)
- Francesco Gabriotti (OH 1936)
- Felipe Anderson (OH 2016)

#### Účastníci Olympijských her
- Francesco Antonazzi (OH 1948)
- Rufo Verga (OH 1992)
- Alessandro Nesta (OH 1996)
- José Antonio Chamot (OH 1996)
- Roberto Baronio (OH 2000)
- Tommaso Rocchi (OH 2008)
- Lorenzo De Silvestri (OH 2008)
- Aleksandar Kolarov (OH 2008)

## Česká stopa

### Hráči
- Libor Kozák (2008–2009, 2010–2013) [4]
- Pavel Nedvěd (1996–2001)[5]
- Karel Poborský (2001–2002)[6]
- David Rozehnal (2008-2009)

### Trenéři
- Walter Alt (1934-1936)
- Zdeněk Zeman (1994-1997)